# ديفيد وورال
ديفيد وورال (بالإنجليزية: David Worrall) (12 يونيو 1990 بمانشستر في المملكة المتحدة - ) هو لاعب كرة قدم بريطاني في مركز الوسط. لعب مع أولدهام أثلتيك وشروزبري تاون ونادي أكرينغتون ستانلي ونادي بوري ونادي روذرهام يونايتد ووست بروميتش ألبيون ونادي ساوثيند يونايتد.

## وصلات خارجية
- ديفيد وورال على موقع قاعدة بيانات كرة القدم.إي يو (الإنجليزية)
- ديفيد وورال على موقع بيانات كرة القدم. دي إي (الألمانية)
- ديفيد وورال على موقع Soccerbase.com (لاعب) (الإنجليزية)
- ديفيد وورال على موقع عالم كرة القدم.نت (الإنجليزية)